# Mark Kennedy (Fußballspieler)
Mark John Kennedy (* 15. Mai 1976 in Dublin) ist ein ehemaliger irischer Fußballspieler. Der zumeist auf der linken Flügelposition und als Außenverteidiger eingesetzte 34-fache irische Nationalspieler spielte für den FC Liverpool, FC Wimbledon, Manchester City und die Wolverhampton Wanderers in der Premier League. Von 2022 bis 2023 war er Trainer bei Lincoln City.

## Sportlicher Werdegang
Kennedys Profikarriere begann im Osten Londons beim FC Millwall, wo er am 24. April 1992 beim 1:0-Sieg gegen Charlton Athletic seinen Einstand feierte. In den folgenden drei Jahren entwickelte er sich nicht nur bei den „Lions“ weiter, sondern kam auch in den irischen Auswahlmannschaften zum Zuge – im Jahre 1994 zunächst in dem U-21-Nachwuchsteam und bereits ein Jahr später in der A-Nationalmannschaft. Besondere Aufmerksamkeit zog er auf sich, als ihm im Januar 1995 im FA Cup ein spektakuläres Tor in Highbury gelang, das den favorisierten FC Arsenal aus dem Wettbewerb eliminierte.
Zwei Monate später wechselte Kennedy zum FC Liverpool. Die Ablösesumme in Höhe von 1,5 Millionen Pfund machte ihn zu dem bis zu diesem Zeitpunkt teuersten Teenager in der Geschichte des britischen Fußballs. Die hohen Erwartungen erfüllte er jedoch bei den „Reds“ nie. Nur 18 Pflichtspieleinsätze standen am Ende seiner dreijährigen Zeit an der Anfield Road, während der er nur zwischen Januar und März 1998 beim Leihverein Queens Park Rangers regelmäßig Spielpraxis erhielt. Erst nach seiner endgültigen Rückkehr nach London unmittelbar danach war er beim FC Wimbledon wieder eine feste Größe in einer Mannschaft. Sein Aufenthalt dort sollte aber auch nicht von Dauer sein und nach 21 Ligaspielen und nur einem Pflichtspieltor im Ligapokal gegen die Bolton Wanderers ging es für eine Ablöse von 1,6 Millionen Pfund im Juli 1997 wieder in den englischen Norden zu Manchester City.
Mit den „Citizens“ stieg Kennedy bereits nach einem Jahr in die Premier League auf, musste aber im Jahr darauf den direkten Wiederabstieg hinnehmen. Nach der Entlassung von Trainer Joe Royle nahm der Nachfolger Kevin Keegan weitgehende Kaderumstellungen vor und auch Kennedy wurde offenbart, dass er in den weiteren Plänen keine Rolle mehr spielte. Er wechselte daraufhin für zwei Millionen Pfund zum Zweitligakonkurrenten Wolverhampton Wanderers. Dort sah es lange danach aus, als könnte ihm auch dort in seiner ersten Spielzeit ein direkter Premier-League-Aufstieg gelingen, bis ihn eine Leistenverletzung in der zweiten Saisonhälfte außer Gefecht setzte und auch seine Mannschaft noch auf die Play-off-Plätze abrutschte – dort verlor der Klub schließlich gegen Norwich City. Nur ein Jahr später holte er mit den „Wolves“ diesen Erfolg nach und im Finale der Entscheidungsspiele erzielte Kennedy den ersten Treffer zum 3:0-Sieg gegen Sheffield United. In der Premier League konnte sich der Verein jedoch nicht halten und nach dem Abstieg und dem Trainerwechsel von Dave Jones zu Glenn Hoddle agierte Kennedy nunmehr statt auf der offensiven Flügelposition zumeist zurückhaltender im linken Mittelfeld. Als Hoddle den Klub im Sommer 2006 verließ, wechselte auch Kennedy ablösefrei den Klub, nachdem sich die Parteien über einen neuen Vertrag zu reduzierten Bezügen nicht hatten einigen können.
Zur neuen Heimat wurde der Selhurst Park von Crystal Palace, das damals von Peter Taylor trainiert wurde. Obwohl Kennedy während der Spielzeit 2006/07 auf Anhieb Stammspieler war, blieben die sportlichen Fortschritte aus; er schoss am 29. April 2007 gegen Derby County sein einziges Ligator für die „Eagles“ und unter Taylors Nachfolger Neil Warnock kam der Ire nur noch selten zum Zuge. Am Ende der Saison 2007/08 war auch diese Station zu Ende und Kennedy heuerte bei Cardiff City an, wo mittlerweile sein Ex-Trainer Dave Jones neuer Trainer geworden war.
Da bei den „Bluebirds“ die linke Mittelfeldposition bereits an Joe Ledley vergeben war, fand sich Kennedy nach der Verletzung von Tony Capaldi plötzlich als Linksverteidiger wieder. Nach einem eigenen zweimonatigen Ausfall füllte er bei seinem neuen Klub weiterhin zumeist diese neue Rolle aus und wurde am Ende der Saison 2008/09 für seine Verdienste mit einem neuen Einjahresvertrag belohnt.
Am 27. Juli 2010 wechselte Mark Kennedy zum von Roy Keane trainierten Verein Ipswich Town in die Football League Championship, bei dem er 2012 seine Spielerkarriere beendete.